# Just Another Perl Hacker
Just Another Perl Hacker (JAPH), est un court script Perl qui affiche le texte « Just Another Perl Hacker ». Il s'agit originellement d'un exercice de virtuosité utilisé comme signature de courriel par certains hackers Perl.
Il peut être un assombrissement ou avoir valeur pédagogique en démontrant de manière élégante une fonctionnalité du langage Perl. La communauté Perl a ensuite étendu le champ des JAPH avec Pugs et Parrot.

## Exemples
JAPH sans code impénétrable :
```
print
 
"Just another Perl hacker,"
;

```

Intégrer JAPH dans un code opaque :
```
$_
=
'987;s/^(d+)/$1-1/e;$1?eval:print"Just another Perl hacker,"'
;
eval
;

```

Décoder JAPH à partir d'une chaîne littérale :
```
$_
=
"krJhruaesrltre c a cnP,ohet"
;
$_
.=
$1
,
print
$2while
 
s/(..)(.)//
;

```

En utilisant seulement des mots-clés Perl :
```
not
 
exp
 
log
 
srand
 
xor
 
s
 
qq qx 
xor

s
 
x
 
x
 
length
 
uc
 
ord
 
and
 
print
 
chr

ord
 
for
 
qw q 
join
 
use
 
sub
 
tied
 
qx

xor eval xor print qq q q xor int

eval
 
lc
 
q m 
cos
 
and
 
print
 
chr
 
ord

for
 
qw y 
abs
 
ne
 
open
 
tied
 
hex
 
exp

ref
 
y
 
m
 
xor
 
scalar
 
srand
 
print
 
qq

q q xor int eval lc qq y sqrt cos

and
 
print
 
chr
 
ord
 
for
 
qw x 
printf

each
 
return
 
local
 
x
 
y
 
or
 
print
 
qq

s s and eval q s undef or oct xor

time
 
xor
 
ref
 
print
 
chr
 
int
 
ord
 
lc

foreach
 
qw y 
hex
 
alarm
 
chdir
 
kill

exec
 
return
 
y
 
s
 
gt
 
sin
 
sort
 
split

```

En utilisant seulement de la ponctuation, sans caractères alphanumériques :
```
`$=`
;
$_
=\
%
!;($
_
)
=
/(.)/
;
$=
=++
$|
;(
$.
,
$/
,
$,
,
$\
,
$"
,
$;
,
$^
,
$#
,
$~
,
$*
,
$:
,
@%
)
=
(

$!
=~
/(.)(.).(.)(.)(.)(.)..(.)(.)(.)..(.)......(.)/
,
$"
),
$=
++
;
$.
++
;
$.
++
;

$_
++
;
$_
++
;(
$_
,
$\
,
$,
)
=
(
$~
.
$"
.
"$;$/$%[$?]$_$\$,$:$%[$?]"
,
$"
&
$~
,
$#
,);
$,
++

;
$,
++
;
$^
|=
$"
;
`$_$\$,$/$:$;$~$*$%[$?]$.$~$*${#}$%[$?]$;$\$"$^$~$*.>&$=`

```